# Kanat (vodovodni sustav)
Kanat (perz. fa. کاریز kâreez ili kahan, arap. ar. قناة qanāt) je vrsta vodovodnog sustava koji služi za dovod svježe vode u vrućim i suhim naseljenim područjima. Tehnologiju su razvili stari Perzijanci koji su je proširili na druge kulture pa se kanati danas mogu naći od Kine do Maroka, pa čak i Meksika.

## Opće karakteristike
Kanat je sustav koji se sastoji od niza okomitih okna nalik bunarima koje povezuje blago nagnut kanal. Osnovne osobine sustava:
- Pomoću okomitih otvora učinkovito se crpe velike količine svježe vode iz podzemlja na površinu, bez potrebe za pumpanjem. Protok vode vrši se gravitacijom, a odredište je niže od izvora, koji je najčešće brdski vodonosnik.
- Omogućuje se protok vode na velikim udaljenostima gdje je klima suha i vruća, bez gubitaka velikog dijela zaliha vode koje nastaju zbog curenja i isparavanja.

Izvedba kanata uobičajena je za područja gdje su izvori vode neposredno podno planina, odnosno tamo gdje je izvor najbliži površini terena.

## Građenje
Tradicionalno, kanate su projektirale i gradile grupe kvalificiranih i iskusnih stručnjaka (muqannis), uz pomoć običnih radnika. Gradnja sustava se odlično plaćala, a struka se često prenosila obiteljski, s oca na sina.

### Pripreme
Početni i presudni korak pri gradnji kanata bio je utvrđivanje postojanja izvora vode. Istraživanje je počinjalo na mjestima gdje aluvijalna tla graniče s podnožjem planine koja su često bogata podzemnim vodama, odnosno tamo gdje je kopanje relativno lagano. Stručnjaci muqannis pratili su tragove pozemne vode prema vegetaciji i drugim pokazateljima. Nakon procijene kopana su pokusna okomita okna koja su trebala utvrditi postojanost dovoljne količine vode, odnosno opravdati složenu izgradnju. Ako su svi uvjeti bili zadovoljeni, na površini bi se označila predviđena staza budućeg kanata, te točke na određenim rasponima gdje su kopana okomita okna.
Gradnja je zahtijevala posebnu vrstu opreme: posude (najčešće kožne torbe), konope i vitla za podizanje iskopa na površinu, osvijetljenje, mjerila, libela, oruđa za kopanje poput lopata, i drugih, u to doba naprednih, graditeljskih pomagala. Graditeljska oprema ovisila je o vrsti tla, terenu i mnogim drugim čimbenicima.
Iako je metoda kopanja bila prilično jednostavna, projektiranje kanata zahtijevalo je pomno razumijevanje podzemnih struktura tla te precizno izračunavanje nagiba glavnog tunela, kao i pozicija kopanja okomitih okna. Nagib kanata trebao je biti temeljito određen jer premali stupanj pada uzrokovao bi zastoj vode, dok bi preveliki nagib rezultirao prekomjernom erozijom koja može uzrokovati urušavanje kanata. Pogrešne procjene kakvoće tla mogu uzrokovati urušavanje strukture kanata, gubitak dragocijenog vremena i novca, te u najgorem slučaju mogu biti kobne za graditelje.

### Iskopavanje
Radove iskopavanja najčešće je izvodila skupina od 3-4 stručnjaka (muqannis). Kod plitkih kanata, jedan radnik bi kopao tlo, drugi bi podizao iskop na površinu, dok bi treći raspoređivao iskopani materijal na teren oko okna.
Skupina bi najčešće počinjala radove na mjestima gdje će voda prodirati na tlo, što je ujedno bio i prvi pokazatelj hoće li sustav pravilno funkcionirati. Okomita okna kopana su kasnije sukladno produljivanju glavnog tunela, a nalazila su se na svakih 25-30 m. Rasponi među okomitim oknima ovisili su o količini iskopa, vremenu potrebnom za njihovo iskopavanje, te prema procjeni o naknadnom načinu održavanja. Općenito, ako je kanat plitak, rasponi među okomitim oknima su na manjim udaljenostima. Ako je kanat dugačak, kopanje se moglo početi s oba kraja odjednom. Tuneli za pritok vode ponekad su građeni zbog reguliranja i povećanja protoka vode.
Duljina većine kanata u Iranu je manja od 5 kilometara. Ipak, ukupna duljina svih pomoćnih tunela često je do 16 km, dok su u okolici Kermana zabilježeni i sustavi dužine 70 km. Okomita okna obično su duboka od 20 do 200 metara, iako su u iranskoj pokrajini Horasan pronađena okna i po 275 metara dubine. Okna su služila za olakšavanje izgradnje, odnosno za odvod iskopanog materijala, lakši pristup radnicima, te za dovod svježeg zraka i svjetla. Dublja okomita okna zahtijevala su izgradnju pomoćnih platformi na određenim visinama, a služila su za jednostavnije i brže uklanjanje iskopa, te za povećanje sigurnosti graditelja.
Glavni vodoopskrbni tunel kanata je 50-100 cm širine, i 90-150 cm visine. Kanal mora imati odgovarajući silazni nagib kako bi protok vode bio što jednostavniji. Ipak, nagib ne smije biti prevelik jer će se zbog nesavršenosti tla pojaviti područja na kojima voda teče brže odnosno sporije, što može uzrokovati eroziju, začepljenje, te potpuno uništenje kanata. Kod kraćih kanata nagibi se kreću između 1:1000 i 1:1500, dok duži kanati mogu biti gotovo vodoravni. Ovaj nagib graditelji su utvrđivali za to vrijeme naprednim libelama, a veliku ulogu igralo je i graditeljsko iskustvo.
U slučajevima gdje je nagib neophodno strmiji od uobičajenog, podzemni slapovi mogu se neutralizirati odgovarajućim oblogama koje apsorbiraju energiju uz minimalan učinak erozije. Postoje slučajevi gdje se energija protoka vode koristila za podzemne mlinove koji su pokretali užad za transport materijala. Ako vanjsko grlo kanata nije bilo u blizini naselja, bilo je potrebno osigurati prijenos svježe vode pomoću nadzemnih kanala koji su često izbjegavani zbog sprečavanja mogućeg onečišćenja i gubitka vode isparavanjem.
Brzina izgradnje najviše je ovisila o dubini kanata. Procijenjuje se kako je kod 20 m dubokog kanata skupina od četiri radnika mogla iskopati 40 metara vodoravnog tunela po danu. U slučaju gdje su okomita okna duboka po 40 m, njihov radni učinak opada na 20 m po danu, a na 60 m dubokim oknima na svega 5 m po danu. Duboki i dugački kanati često su građeni godinama, pa čak i desetljećima.
Otkopani materijal obično se transportirao pomoću kožnih torbi koje su izvlačene kroz okomita okna na površinu, gdje se iskop raspoređivao oko otvora da spriječi prodor pijeska ili blata u okno, što kvari kvalitetu vode i samu strukturu kanata. Na površini ti iskopi često izgledaju poput minijaturnih vulkana ili kratera nastalih eksplozijom bombi.

### Održavanje
Okomita okna kanata na površini mogu biti zaštićena da spriječe štetne utjecaje izvana, poput nanošenja pijeska. Glavni tunel kanata treba se povremeno provjeravati zbog erozije odnosno nanosa koji mogu usporiti ili onemogućiti protok vode, te zbog stvaranja neželjenog taloga pijeska ili mulja. Također, treba omogućiti protok svježeg zraka jer u protivnom se može ugroziti zdravlje i sigurnost graditelja i održavatelja.

### Vrijednost
Kanati se vrednuju prema kvaliteti, količini, te učestalosti protoka vode. Veliki dio iranskog stanovništva ovisio je kroz povijest o kanatima, pa su naseljena područja često izravno povezana uz mjesta koja obiluju kvalitetnim i brojnim sustavima. Iako su kanati relativno skupi za izgradnju, njihova dugoročna vrijednost za mjesnu zajednicu i investitore bila je vrlo isplativa i korisna.

## Ostale primjene kanata

### Distribucijski sustavi
Kanati su često ispod zemlje podijeljeni u razdjelne mreže koje se sastoje od manjih kanala (kariz“) koji su opskrbljivali svaki veći grad. Poput kanata, karizi su također građeni ispod zemlje zbog sprečavanja mogućeg onečišćenja i zaraze.

### Vodospremnici
Tradicionalni iranski sustavi vodospremnika su tzv. ab anbari.

### Hlađenje
Osim za vodoopskrbu, kanati su često u kombinaciji s vjetrohvatom korišteni kao sustav za pasivno hlađenje prostorija. Vrući zrak u kanate ulazi kroz brojna okomita okna, dok se prolazom kroz hladni tunel i vodu hladi. Vjetrohvat je konstrukcija u obliku dimnjaka koja je smještena iznad objekta, a ima dva otvora koji služe dovođenju i odvođenju zraka. Otvori vjetrohvata smješteni su najčešće na svim stranama tornja zbog učinkovitijeg dovođenja svježeg zraka. Ulazni zrak dolazi i iz kanatskog tunela, koji prolazi do prostorije kroz okomito okno i pritom stvara niski tlak (Bernoullijev učinak), te izvlači hladni zrak iz kanata u prostoriju gdje se miješa sa svježim zrakom koji dolazi iz vjetrohvata. U suhim pustinjskim područjima ovaj sustav može smanjiti temperaturu zraka i preko 15°C, a jedan kanat može služiti za hlađenje više vjetrohvata. Ipak, miješani zrak je i dalje relativno suh, ali ugodan za boravak. Sustavi hlađenja pomoći kanata i vjetrotornja rabe se u pustinjskim područjima preko 1000 godina.

### Pohrana leda
Već oko 400. pr. Kr. perzijski inženjeri svladali su tehnike čuvanja leda u pustinjama u sred ljeta. Led su u velikim količinama donosili tijekom zime s obližnjih planina, a pohranjivali su ga u posebno projektirane prirodne hladnjače koje se nazivaju jakčal (perz. „spremište leda“). Jakčal se sastoji od velike i debelim zidovima dobro izolirane prostorije koja je pri dnu spojena na kanat, gdje je koristila hladan podzemni zrak za rasladnjivanje tijekom velikih vrućina. Zahvaljujući tom sustavu led se topio vrlo sporo, i bio je dostupan tijekom cijele godine.

## Terminologija
Kanat dolazi od perzijske riječi „kanat“ koja je prihvaćena i na arapskom (kanat), dok na paštunskom jeziku ima oblik „karez“. Kanat se naziva različitim terminima ovisno o različitim područjima:
- „Kanat“ - u Iranu i arapskim zemljama
- „Karez“ - u Afganistanu i Pakistanu
- „Khettara“ - u Maroku
- „Galeria“ - u Španjolskoj
- „Falaj“ - u Ujedinjenim Arapskim Emiratima i Omanu
- „Kahn “ - u Baludžistanu (pakistanska pokrajina)
- „Foggara“ ili „Fughara“ - koristi se u Sjevernoj Africi, a termin dolazi od francuskog oblika arapske inačice.

Ostali nazivi koji se koriste za kanate u Aziji i Sjevernoj Africi su kakuriz, chin-avulz i majun, dok se na engleskom jeziku u prijevodima koriste i termini khanat, kunut, kona, konait, ghanat i ghundat.
Naziv „karez“ u pojedinim područjima koristi se kao općeniti naziv za kanat, dok se u drugim koristi za funkcijski tip manjeg kanata.

## Korištenje kanata u svijetu

### Azija

#### Iran
Iran je domovina kanata; smatra se kako su Perzijanci gradili prve kanate 2000 godina prije negoli Rimljani akvadukte. Navodnjavanje u Iranu vrlo je razvijeno iako ne postoje veći riječni sustavi, pa se ta zemlja nalazi na 5. mjestu u svijetu, iza Indije, Kine, SAD-a i Pakistana. Oko 80% navodnjavanih površina u Iranu vrši se pomoću kanata, no njihova upotreba stagnira jer se sve manje ljudi bavi poljoprivredom. Također, izgradnja kanata smatra se vrlo opasnim poslom kojim se malo ljudi želi baviti, a diljem zemlje sve se više koriste motorne sisaljke koje su brži način za crpljenje vode. Najstariji očuvani kanat u Iranu je onaj pokraj grada Gonabad koji je i danas u uporabi. Smatra se kako je star 2700 godina, a kao vodovod i za navodnjavanje koristi ga oko 40.000 ljudi koji žive u okolici. Najdublje okno duboko je 360 metara, dok je ukupna dužina kanata 45 kilometara. Područja oko Jazda, Horasana i Kermana poznata su po brojnim sustavima kanata koji se koriste za dovod pitke vode i za navodnjavanje. U tradicionalnoj iranskoj arhitekturi, kariz je manji kanat, koji se najčešće koristi u gradskom području. Karizima se nazivaju i sporedni kanati koji opskrbljuju glavni kanat koji vodi do konačnog odredišta. Osim po izumu kanata, Iranci su poznati i po izumima antičkih vodospremnika (Ab Anbar) i prvih hladnjača u povijesti (Jakčal).

#### Afganistan
Kanati ili karizi se u Afganistanu koriste stotinama godina, a najviše ih se može pronaći u južnim provincijama oko Kandahara, Uruzgana, Nimroza i Hilmanda. Brojni ratovi u zadnjih tridesetak godina rezultirali su unišenjem velikog broja tih antičkih struktura, jer je u ratno doba teško održavati složene sustave. Probleme su stvorili i skupa radna snaga kojoj se više ne isplati održavati kanate, te nedostatak stručnog kadra za gradnju istih. Danas mnoge afganistanske obitelji napuštaju sustave kanata kojima su se služili stoljećima, te koriste moderne cijevi i bunare uz upotrebu dizel pumpi. Ipak, afganistanska vlada svjesna je važnosti kanata za poljoprivredu zemlje odnosno kao kulturne baštine, pa ih pokušava popraviti, rekonstruirati i održavati. Ministarstvo za ruralni razvoj kao i međunarodne nevladine organizacije ulažu napore za njihovo očuvanje poticanjem razvojnih programa i donacijama. Godine 2009. funkcionirali su mnogi kanati diljem zemlje. Američke snage izvjestile su kako su nenamjerno uništili ili oštetili neke kanate tijekom proširivanja američke vojne baze, što je stvorilo sukob između okupacijskih snaga i lokalne zajednice.

#### Pakistan
U Pakistanu se kanati (karez) mogu pronaći uglavnom na sjeverozapadu pokrajine Baludžistan, koja graniči s Afganistanom i Iranom. Najviše kanata nalazi se na potezu od kotara Čaghai do Zhob, dok se ostatak nalazi u kotarima Kila Abdulah i Pišin. Smatra se kako je većina navedenih kanata izgrađeno u islamsko doba.

#### Indija
U indijskoj saveznoj državi Karnataka sustav kanata naziva se suranga, a koristi se za navodnjavanje podzemnih vodospremnika. Ipak, u današnje vrijeme rijetko se koriste.

#### Kina
Oaza Turfan u pustinjama sjeverozapadne Kine sadrži brojne kanate koje mjesno stanovništvo zove karez. Grad Turfan je dugo vremena bio središte plodne oaze i važno trgovačko središte na sjevernom dijelu Puta svile, koji je prolazio uz kraljevstva Korla i Karashahr na jugozapadu. Kanati u Kini potječu iz doba dinastije Han. U gradu Turfanu nalazi se Muzej vode, koji je zbog svog ogromnog značaja za regiju službeno zaštićen kao kineska povijesna baština. Broj kanata u regiji procijenjuje se na oko 1000, čija je ukupna duljina gotovo 5.000 km.

#### Sirija
Kanati se mogu pronaći diljem Sirije, jer su građeni od Perzijskog i Rimskog Carstva do islamskog doba. Ipak, postavljanje vodovodnih pumpi diljem zemlje smanjilo je upotrebu kanata, koji su danas u većini slučajeva uglavnom suhi i napušteni.

### Arapski poluotok

#### Ujedinjeni Arapski Emirati
Tehnologija kanata u Ujedinjenim Arapskim Emiratima koristi se posebno na području oaza grada Al Aina, a služi uglavnom za navodnjavanje vrtova i nasada palmi. Mjesno stanovništvo kanate naziva falaj.

#### Oman
Pojas oaza koje opskrbljuje složeni sustav kanata (falaj) proteže se oko deset kilometara na ravnici Omana. Glavni grad zemlje bio je Nizwa koji je izgrađen oko tog plodnog područja. U srpnju 2006., pet primjera kanata uvršteni su na popis UNESCO-ove Svjetske baštine.

### Afrika

#### Egipat
Postoje četiri glavne oaze u pustinjama Egipta. Oaza Kharga je dobro proučavana, pa se zna kako su krajem 5. stoljeća pr. n. e. korišteni kanati za opskrbu. Kanati su kopani kroz vodonosni pješčenjak, a na određenim razmacima nalazili su se maleni vodospremnici. Širina im je oko 60 cm, no visina se kreće od 5 do 9 metara. Čini se kako su kanati bili toliko duboki zbog poboljšavanja tečenja vode u sušno doba (kao što je slučaj u Iranu). Odatle se voda koristila za navodnjavanje polja. Postoji još jedna poučna struktura smještena u oazi Kharga, a to je dodavanje pomoćnih okna na postojeća zbog prikupljanja dodatne vode. Također, na mjestima gdje je voda iz stijena curila u kanat izgrađeni su mali vodospremnici koji se nadovezuju na glavni tunel.

#### Libija
Prema tvrdnjama Davida Mattingleya, foggara kanati se protežu stotinama kilometara na području Garmantes pokraj Jarme u Libiji. Kanali su općenito vrlo uski, manje od 60 cm širine odnosno 150 cm visine, no većina ih je dugačka po nekoliko kilometara, što ukupni broj od 600 kanata čini stotine kilometara dugačkima. Kanale s površinom povezuju brojna vertikalna okna koja se nalaze na svakih desetak metara, a njihov ukupni broj je oko 100.000. Prosječna dubina im je 10 m, no ponekad i do 40 m.

#### Tunis
Sustav foggara u Tunisu korišten za stvaranje oaza vrlo je sličan iranskim kanatima. Foggare su kopane u podnožjima strmih planina poput gorja Atlas. Oborine u planinskim područjima pune vodospremnike kanata i opskrbljavaju vodom suha saharska područja na jugu. Kanati su obično od 1 do 3 km duljine, a nerijetko se sastoje od velikih vodospremnika. Obitelji koje koriste kanate navodnjavaju svoja polja po preko deset metara širine, dok duljina ovisi o kapacitetu kanata i isparavanju na površini.

#### Alžir
Kanati ili foggaras u Alžiru se koriste za navodnjavanje velikih oaza kao što je Gourara. Kanati se također mogu naći u regiji Touat (područje Adrara 20 km od Gourare). Ukupna dužina alžirskih kanata procjenjuje se na nekoliko tisuća kilometara. Iako neki izvori tvrde kako su kanati na području Alžira korišteni još oko 200. godine, pouzdani izvori navode 11. stoljeće odnosno islamsko doba kao početak širenja tehnologije kanata. Količina vode u kanatima mjerila se sustavom malih kaskadnih brana. Vlažnost u oazama također se koristila za opskrbu kanata; temperaturni gradijent u okomitim oknima uzrokuje provjetravanje. Vlažan zrak s poljoprivrednih površina kretao bi se suprotnim smjerom od toka vode, pri čemu bi se stvarala kondezacija vodene pare, odnosno voda za ponovnu upotrebu.

#### Maroko
Na jugu Maroka također se rabe kanati, koji se lokalno nazivaju „khettara“. Na rubovima pustinje Sahare nalaze se izdvojene oaze u dolini rijeke Draa i Tafilalt, koje ovise o navodnjavanju pomoću kanata koje se vrši od kraja 14. stoljeća. Na ravnicama Marrakech i Haouz kanati su napušteni jer su presušili ranih 1970-ih, dok se u području Tafilalt i danas koristi polovina od 400 kanata. Stručnjaci tvrde kako je izgradnja brane Hassan Adahkil snažno utjecala na gubitak polovine kanata u regiji. Gradnja kanata tradicija je Berbera koji žive na jugu zemlje, i koji dan danas održavaju kanate u Maroku. Njihov posao smatra se izuzetno opasnim.

### Europa

#### Španjolska
Još i danas postoje mnogi primjeri galeria odnosno sustava kanata u Španjolskoj, uglavnom na južnim područjima Pirenejskog poluotoka u kojima su vladali Mauri. Općina Turrillas u Andaluziji na obroncima Sierra de Alhamille sadrži brojne ostatke sustava kanata. Granada je također područje s opsežnim kanatnim sustavom.

#### Italija
Klaudijev tunel za odvodnjavanje bivšeg jezera Fucine izgrađen je tehnologijom kanata. Tunel je dugačak 5.653 metara, s okomitim oknima od 122 m. Mnogi drugi kanati građeni su diljem Rimskog Carstva, uključujući i akvadukt Gadara u sjevernom Jordanu iz 2. stoljeća, koji je s 94 km dužine vjerojatno najduži kanat ikada izgrađen. Kanat Gadara ostao je u upotrebi sve do islamskog osvajanja u 7. stoljeću. Cijeli antički grad Palermo na Siciliji izgrađen je preko velikih sustava kanata koji su izgrađeni tijekom arapskog razdoblja (827. – 1072.). Mnogi od tih kanata su istraženi i ounačeni na zemljovidima, dok se neke može i posjetiti. Zanimljiva građevina u gradu je prostorija Scirocco koja rabi tradicionalni iranski sustav za hlađenje zraka pomoću vode iz kanata, odnosno vjetrohvata koji ima svrhu dovoda zraka u prostoriju.

#### Luksemburg
Kanat Raschpëtzer pokraj grada Helmsange u Luksemburgu smatra se odlično očuvanim primjerom rimskog kanata. To je vjerojatno najveći sustav takve vrste sjeverno od Alpa. Do danas je istraženo oko 330 od 600 m od kanatskog tunela, a otkriveno je 13 od 20-25 vertikalnih okna. Čini se kako je kanat služio za opskrbu velikih rimskih vila u dolini rijeke Alzette. Izgrađen je u galsko-rimskom razdoblju, najvjerojatnije oko 150. godine, a korišten je narednih 120 godina.

#### Armenija
Kanati u Armeniji očuvani su pokraj sela Shvanidzor, u južnoj pokrajini Syunik na granici s Iranom. Armenci kanate nazivaju kahrezes, a u okolici Shvanidzora pronađeno je pet kanata. Četiri kanata izgrađena su od 12. do 14. stoljeća, prije nego što je selo osnovano. Peti kanat sagrađen je 2005. godine. Danas voda teče kanatima označenim I, II i V, dok su kanati III i IV u lošim uvjetima. Tijekom srpnja i kolovoza količina vode u kanatima dosegne svoj minimum, što uzrokuje kritičnu situaciju za dovod vode u okolici. Ipak, kanati su i dalje glavni izvor za navodnjavanje u zajednici.

### Amerika
Oko 1520. godine Španjolci su prenijeli gradnju kanata u Meksiko. U Americi se kanati danas mogu pronaći u regiji Atacama u Peruu, odnosno u čileanskim pokrajinama Nazca i Pica.

## Poveznice
- Jakčal - antičke iranske hladnjače
- Ab Anbar - antički iranski vodospremnici
- Pasargad
- Perzepolis
- Tradicionalni perzijski vodovodni sustavi
- Oaza

## Vanjske poveznice
- Kanat - opis i ilustracije (WaterHistory.org)
- Karezi (kanati) u Turpanu (pokrajina Xinjiang, Kina)
- Kanati u Afganistanu
- Kanati (Farzad Kohandel)
- Britannica enciklopedija: Kanati
- Kanati (Livius.org)  Arhivirana inačica izvorne stranice od 26. listopada 2008. (Wayback Machine)
- Opće informacije i fotografije kanata
- Libijski kanati (francuski)  Arhivirana inačica izvorne stranice od 25. svibnja 2016. (Wayback Machine)
- Međunarodni centar za kanate i druge vodovodne sustave  Arhivirana inačica izvorne stranice od 5. veljače 2005. (Wayback Machine)
- Podrijetlo i širenje kanata u Starom svijetu (Proceedings of the American Philosophical Society)
- Umjetnost i znanost o vodi (Saudi Aramco)
- Turpan, Kina
- Carlo Trabia: „Kanati na Siciliji“